# U 151 (U-Boot, 1917)

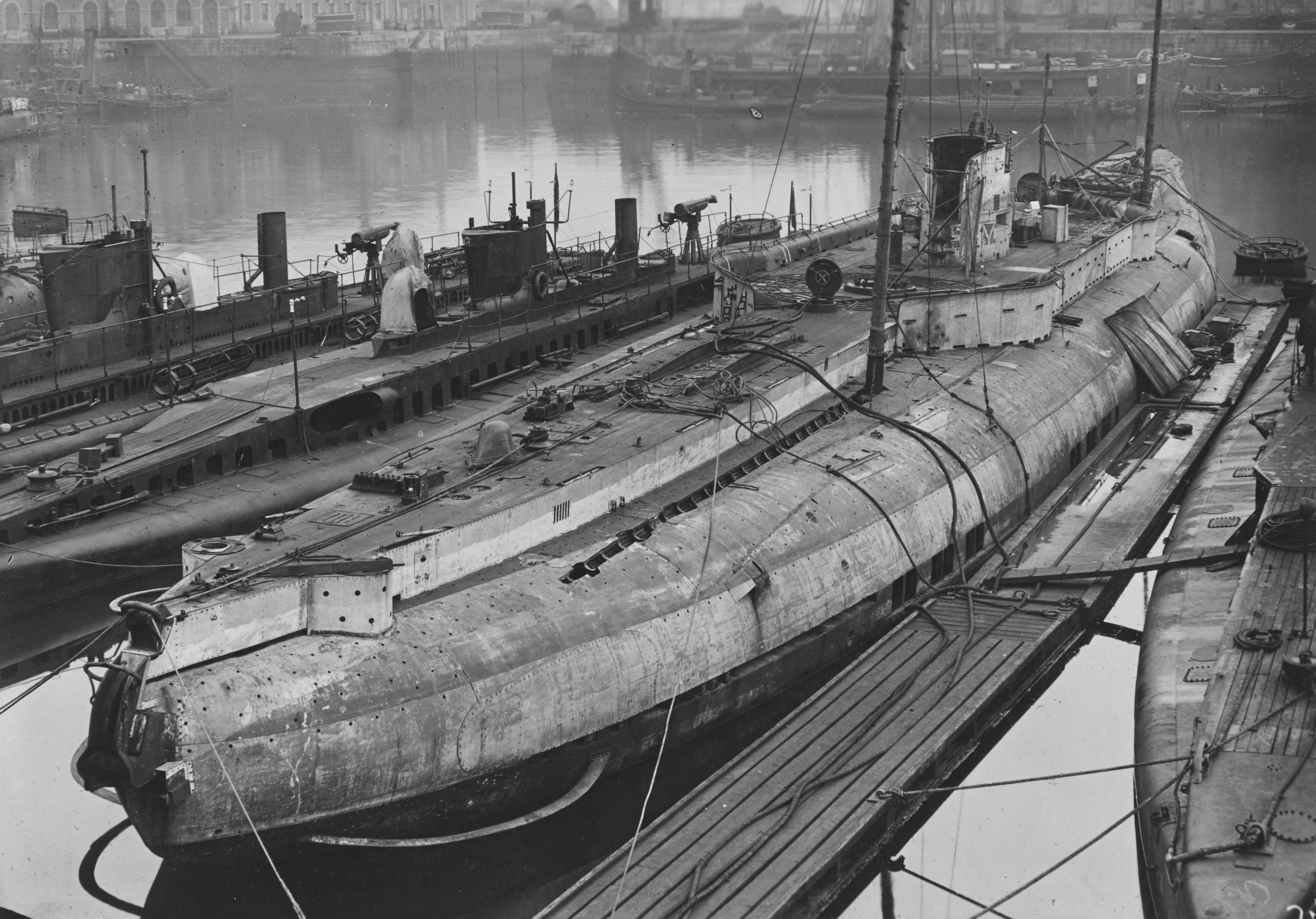
U-Boote in Cherbourg, mittig U 151

U 151 war ein U-Kreuzer der Kaiserlichen Marine, der als erstes deutsches U-Boot vor der US-amerikanischen Küste operierte.

## Geschichte
Das Boot sollte unter dem Namen Oldenburg als Handels-U-Boot eingesetzt werden. Noch vor dem Kriegseintritt der bis dahin im Ersten Weltkrieg neutralen Vereinigten Staaten erfolgte nach Kriegsauftrag „P“ ab dem 15. Februar 1917 der Umbau zum U-Kreuzer. Es war als Zweihüllenboot konstruiert und besaß relativ gute See-, aber schlechte Taucheigenschaften.
Erster Kommandant war Korvettenkapitän Waldemar Kophamel. Unter seinem Kommando versenkte U 151 im Zeitraum vom 21. Juli bis zum 26. Dezember 1917 12 Schiffe mit einer Tonnage von rund 29.000 BRT. Erster Offizier war Martin Niemöller, der ab 1938 als Widerstandskämpfer gegen den Nationalsozialismus im Konzentrationslager Sachsenhausen und später im KZ Dachau interniert war. 
Ihre zweite Einsatzfahrt unter Korvettenkapitän Heinrich von Nostitz und Jänckendorff (1881–1953) trat der U-Kreuzer am 18. April 1918 von Kiel aus an. U 151 war das erste deutsche U-Boot, das vor der nordamerikanischen Küste eingesetzt wurde. Am 22. Mai traf es vor der amerikanischen Küste ein. Es legte Seeminen vor der Chesapeake und Delaware Bay und begann dann die Kreuzerkriegführung im Seeraum New York City – Virginia. Es kehrte im Juli nach Deutschland zurück. Während des 94-tägigen Einsatzes wurden 23 Schiffe versenkt und die Seekabel zwischen New York und Nova Scotia sowie New York und Colón (Panama) zerschnitten.
Aufgrund von Wartungsarbeiten war U 151 erst im Oktober 1918 wieder einsatzbereit. Es lief am 17. Oktober erneut aus, wurde aber nach drei Tagen zurückgerufen und kam in den letzten Kriegswochen bis zum Waffenstillstand am 11. November nicht mehr zum Einsatz.
Am 24. November 1918 wurde U 151 als Kriegsbeute nach Frankreich ausgeliefert und dort am 7. Juni 1921 als Zielschiff vor Cherbourg versenkt.